# ソウシリーズ
ソウ（Saw）シリーズは、オーストラリアの映画監督ジェームズ・ワンとリー・ワネルが製作したスプラッター映画シリーズ。

## 概要
9本の長編映画と追加メディアで構成されている。最初の8作品は、架空の連続殺人鬼ジョン・クレイマーを中心に展開されており、「ジグソウ・キラー」または単に「ジグソウ」とも呼ばれている。ジョン・クレイマーは『ソウ』で簡単に紹介され、『ソウ2』以降の作品でより詳細に描かれている。クレイマーは被害者を完全に殺すのではなく、「テスト」や「ゲーム」と呼ばれる状況に陥れ、肉体的または心理的な拷問によって被害者の生きる意志を試し、生き延びれば「更生」すると信じている。『ソウ3』でクレイマーは殺害されたが、映画ではフラッシュバックによってクレイマーの人物像を探ることで、ジグソウ・キラーとその弟子たちの死後の影響に焦点を当て続けている。
2003年、ワンとワネルは、長編映画の構想を練るために短編映画を製作した。彼らの提案は最終的に成功し、2004年のサンダンス映画祭で第1作目が公開され、同年10月にはライオンズゲートから劇場公開された。この映画が初登場週末に大成功を収めた後、すぐに続編の製作が決定した。
2010年7月22日、フランチャイズ・プロデューサーのマーク・バーグは、第7作目の『ソウ ザ・ファイナル 3D』がシリーズの最終作であることを確認した。2012年、ライオンズゲートはリブートによるフランチャイズの継続に興味を示していると報じられ、2013年11月には、続編を積極的に開発していることが報じられた。8作目の『ジグソウ:ソウ・レガシー』は、最終的に2017年10月に公開され、2019年には、第9作『スパイラル:ソウ オールリセット』が発表され、2021年に公開された。
このフランチャイズは、2009年までに興行収入と小売店での売上が10億ドルを超え、2021年現在、全世界での興行収入が10億ドルを超えている。批評家からは賛否両論の評価を受けているが、興行的には成功を収めており、ホラー映画のフランチャイズとしては史上最高の興行収入を記録している。一部の批評家はこの映画を拷問ポルノと分類しているが、多くのファンや『ソウ』の製作者はこの言葉に同意していない。

## 映画
| 映画                                  | 米国公開日     | 監督                       | 脚本                                                   | 原案                                                             | 製作                                                   |
| ------------------------------------- | -------------- | -------------------------- | ------------------------------------------------------ | ---------------------------------------------------------------- | ------------------------------------------------------ |
| ソウ Saw                              | 2004年10月29日 | ジェームズ・ワン           | リー・ワネル                                           | リー・ワネル、ジェームズ・ワン                                   | グレッグ・ホフマン、オーレン・クールズ、マーク・バーグ |
| ソウ2 Saw II                          | 2005年10月28日 | ダーレン・リン・バウズマン | リー・ワネル、ダーレン・リン・ブスマン                 | リー・ワネル、ダーレン・リン・ブスマン                           | グレッグ・ホフマン、オーレン・クールズ、マーク・バーグ |
| ソウ3 Saw III                         | 2006年10月27日 | ダーレン・リン・バウズマン | リー・ワネル                                           | リー・ワネル、ジェームズ・ワン                                   | グレッグ・ホフマン、オーレン・クールズ、マーク・バーグ |
| ソウ4 Saw IV                          | 2007年10月26日 | ダーレン・リン・バウズマン | パトリック・メルトン、マーカス・ダンスタン             | パトリック・メルトン、マーカス・ダンスタン、トーマス・フェントン | グレッグ・ホフマン、オーレン・クールズ、マーク・バーグ |
| ソウ5 Saw V                           | 2008年10月24日 | デヴィッド・ハックル       | パトリック・メルトン、マーカス・ダンスタン             | パトリック・メルトン、マーカス・ダンスタン                       | グレッグ・ホフマン、オーレン・クールズ、マーク・バーグ |
| ソウ6 Saw VI                          | 2009年10月23日 | ケヴィン・グルタート       | パトリック・メルトン、マーカス・ダンスタン             | パトリック・メルトン、マーカス・ダンスタン                       | グレッグ・ホフマン、オーレン・クールズ、マーク・バーグ |
| ソウ ザ・ファイナル 3D Saw 3D         | 2010年10月29日 | ケヴィン・グルタート       | パトリック・メルトン、マーカス・ダンスタン             | パトリック・メルトン、マーカス・ダンスタン                       | グレッグ・ホフマン、オーレン・クールズ、マーク・バーグ |
| ジグソウ:ソウ・レガシー Jigsaw        | 2017年10月27日 | スピエリッグ兄弟           | ジョシュ・ストールバーグ、ピーター・ゴールドフィンガー | ジョシュ・ストールバーグ、ピーター・ゴールドフィンガー           | グレッグ・ホフマン、オーレン・クールズ、マーク・バーグ |
| スパイラル:ソウ オールリセット Spiral | 2021年5月14日  | ダーレン・リン・バウズマン | ジョシュ・ストールバーグ、ピーター・ゴールドフィンガー | ジョシュ・ストールバーグ、ピーター・ゴールドフィンガー           | オーレン・クールズ、マーク・バーグ                     |
| ソウⅩ Saw Ⅹ                           | 2023年9月29日  | ケヴィン・グルタート       | ジョシュ・ストールバーグ、ピーター・ゴールドフィンガー | ジョシュ・ストールバーグ、ピーター・ゴールドフィンガー           | オーレン・クールズ、マーク・バーグ                     |

### 将来
2021年4月、『Saw X』というタイトルの10作目の映画が現在開発中であることが発表された。しかし、バウズマンは、それは彼と本作のプロデューサーを驚かせる早すぎる発表だったと述べている。彼は「『スパイラル』を作ったからといって、『ソウ』が存在しなくなるわけではない。『スパイラル』があるからといって、『ソウ9』がないということにはならない。これはソウ・フランチャイズの9作目ではない。ジグソウを追った『ソウ9』が簡単にできる。『スパイラル』がどうなるか、観客の反応を見て次の作品を決めようとしているのではないだろうか」と語った。

## 短編映画
| 映画 | 米国公開日 | 監督             | 脚本                           | 製作                     |
| ---- | ---------- | ---------------- | ------------------------------ | ------------------------ |
| Saw  | 2003       | ジェームズ・ワン | ジェームズ・ワン、リー・ワネル | ダレン・マクファーレーン |

### Saw（2003）
『Saw 0.5』と回顧される『Saw』は、2003年に製作された短編映画で、ライオンズゲートに映画の可能性を売り込むためのプロモーションツールとして使われた。

## テレビ
2021年4月、ライオンズゲート・テレビジョン会長のケヴィン・ベッグスは、Deadline Hollywoodのインタビューで、マーク・バーグとオーレン・クーレスのツイステッド・テレビジョンによる映画『スパイラル:ソウ オールリセット』のテレビシリーズ化に向けてライオンズゲート・テレビジョンが初期交渉中であることを発表した。

## 評価

### 興行成績

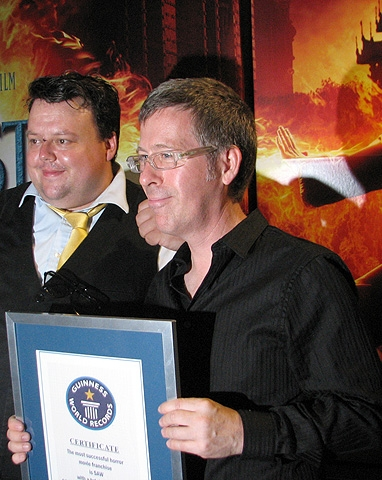
「ソウ」シリーズは、「最も成功したホラー・フランチャイズ」としてギネス世界記録に登録されている。写真は、2010年のコミコンで受賞したケヴィン・グロイター監督。

『ソウ』は初登場週末に1820万ドルを売り上げ、『華氏911』（2004年）の2390万ドルに次ぐ、ライオンズゲートの2番目に高い初登場作品となった。全世界での興行収入は1億300万ドルで、『ジグソウ:ソウ・レガシー』と『ソウ6』に次いでシリーズ3番目に低い興行収入を記録した。当時、『スクリーム』（1996年）に次いで最も収益性の高いホラー映画となった。
『ソウ2』は3170万ドルで1位となり、ライオンズゲートのハロウィンの初登場週末の記録を樹立し、ハロウィンの初登場としては3番目に高い収益を上げた。この作品は当時、ライオンズゲートの歴史の中で最も広く公開された作品であり、ホラーの続編としては最高の初登場週末の一つとなった。アメリカとカナダでは、ライオンズゲートの作品の中で4番目に高い興行収入を記録した。
『ソウ3』は、初登場週末に3360万ドルの興行収入を記録して1位となり、ハロウィンの公開作品としては史上最大で、当時のライオンズゲートの最高初登場週末となった。全世界におけるシリーズ最高の興行収入を記録した。シリーズ最高の週末興行収入を記録し、米国とカナダではライオンズゲートの5番目に高い興行収入を記録した作品でもある。
『ソウ4』は3210万ドルで初登場1位となり、ハロウィン週末の初登場作品としては2番目の成績となった。
『ソウ5』の初登場週末は、『ハイスクール・ミュージカル/ザ・ムービー』に次ぐ2位となり、3010万ドルを記録した。この作品は、ライオンズゲートの10番目に高い収益を上げた作品。
『ソウ6』は『パラノーマル・アクティビティ』に次ぐ2位で、1410万ドルの興行収入を記録したパラノーマル・アクティビティ。これは、全世界の「ソウ」映画の中で最も低い数字であり、シリーズ中で最も低い興行収入を記録した作品でもある。
『ソウ ザ・ファイナル 3D』は、2100カ所以上の3D対応施設でのチケット販売が92％を占め、初登場週末の興行収入が2250万ドルとなり、1位となった。これは「ソウ」シリーズの中で5番目に良い初登場週末となった。この作品は、「ソウ4」以降のシリーズの中で最も成功した作品。
アメリカとカナダでは、『ジグソウ:ソウ・レガシー』は『アメリカン・ソルジャー』や『サバービコン 仮面を被った街』と並んで公開され、初登場週末には2941館から約2000万ドルの興行収入が見込まれた。木曜日の夜に2400の劇場で行われたプレビューでは160万ドルを稼ぎ出したが、これは7年前の『ソウ ザ・ファイナル 3D』の深夜上映での170万ドルをわずかに下回るもので、初日には720万ドルを稼いだ。初日の興行成績は1664万ドルで、興行成績は1位となったが、フランチャイズの中では2番目に低い初公開となった。
「ソウ」シリーズは、2011年のインフレーション率を考慮して他のアメリカのホラー映画シリーズ（『エイリアンVS.プレデター』、『キャンディマン』、『チャイルド・プレイ』、『死霊館』、『エクソシスト』、『死霊のはらわた』、『ファイナル・デスティネーション』、『13日の金曜日』、『ゴジラ』、『ハロウィン』、『ハンニバル・レクター』、『ヘルレイザー』、『ラストサマー』、『ジョーズ』、『エルム街の悪夢』、『オーメン』、『パラノーマル・アクティビティ』、『サイコ』、『パージ』、『スクリーム』、『悪魔のいけにえ』など）の興行収入上位作品と比較すると、4億5740万ドルでアメリカとカナダで5番目に高い興行収入を上げている。このリストのトップは『13日の金曜日』で6億8710万ドル、次いで『エルム街の悪夢』が5億9280万ドル、『ハンニバル・レクター』映画シリーズが5億8870万ドルで僅差で続いている。続いて、『ハロウィン』が5億5750万ドル、『スクリーム』が4億4290万ドル、『悪魔のいけにえ』が3億460万ドル、最後に『チャイルド・プレイ』が約2億300万ドルとなっている。
| Film                           | 興行収入     | 興行収入     | 興行収入       | 製作費         | Ref.          |
| Film                           | 米国・カナダ | その他の地域 | 全世界         | 製作費         | Ref.          |
| ------------------------------ | ------------ | ------------ | -------------- | -------------- | ------------- |
| ソウ                           | $55,185,045  | $47,911,300  | $103,096,345   | $1–1.2 million | [ 35 ] [ 36 ] |
| ソウ2                          | $87,039,965  | $60,708,540  | $147,748,505   | $4 million     | [ 37 ]        |
| ソウ3                          | $80,238,724  | $84,635,551  | $164,874,275   | $10 million    | [ 38 ]        |
| ソウ4                          | $63,300,095  | $76,052,538  | $139,352,633   | $10 million    | [ 39 ] [ 40 ] |
| ソウ5                          | $56,746,769  | $57,117,290  | $113,864,059   | $10.8 million  | [ 41 ]        |
| ソウ6                          | $27,693,292  | $40,540,337  | $ 68,233,629   | $11 million    | [ 42 ]        |
| ソウ ザ・ファイナル 3D         | $45,710,178  | $90,440,256  | $136,150,434   | $20 million    | [ 43 ]        |
| ジグソウ:ソウ・レガシー        | $38,052,832  | $64,900,056  | $102,952,888   | $10 million    | [ 44 ]        |
| スパイラル:ソウ オールリセット | $23,216,862  | $17,392,032  | $ 40,608,894   | $20 million    | [ 45 ]        |
| 合計                           | $477,183,762 | $539,697,900 | $1,016,881,662 | $97 million    |               |

### 批評家と観客の反応
IGNが発表した「史上最高の映画フランチャイズ25」では、「ソウ」シリーズは25位にランクインした。
| Film                           | Rotten Tomatoes     | Metacritic        | CinemaScore |
| ------------------------------ | ------------------- | ----------------- | ----------- |
| ソウ                           | 51%（188 レビュー） | 46（32 レビュー） | C+          |
| ソウ2                          | 37%（122 レビュー） | 40（28 レビュー） | B+          |
| ソウ3                          | 28%（92 レビュー）  | 48（16 レビュー） | B           |
| ソウ4                          | 20%（81 レビュー）  | 36（16 レビュー） | B           |
| ソウ5                          | 13%（76 レビュー）  | 20（13 レビュー） | C           |
| ソウ6                          | 39%（72 レビュー）  | 30（12 レビュー） | B           |
| ソウ ザ・ファイナル 3D         | 10%（79 レビュー）  | 24（17 レビュー） | B–          |
| ジグソウ:ソウ・レガシー        | 33%（87 レビュー）  | 39（18 レビュー） | B           |
| スパイラル:ソウ オールリセット | 37%（215 レビュー） | 40（33 レビュー） | B–          |